# Luiz Otávio Santos de Araújo
Luiz Otávio Santos de Araújo (sinh ngày 12 tháng 10 năm 1990) là một cầu thủ bóng đá người Brasil.

## Sự nghiệp câu lạc bộ
Luiz Otávio Santos de Araújo đã từng chơi cho Júbilo Iwata.